# روجر ويلان
روجر ويلان (27 يوليو 1980 بدبلن في جمهورية أيرلندا - )  (بالإنجليزية: Roger Whelan)‏ هو لاعب كريكت أيرلندي. شارك مع منتخب أيرلندا للكريكت.